# Archimède (Q73)
Archimède (Q73) byla experimentální ponorka francouzského námořnictva. Vyvinuta byla s důrazem na rychlost a dosah. Do služby vstoupila v roce 1911. Za války potopila čtyři plavidla. Vyškrtnuta byla roku 1919.

## Stavba

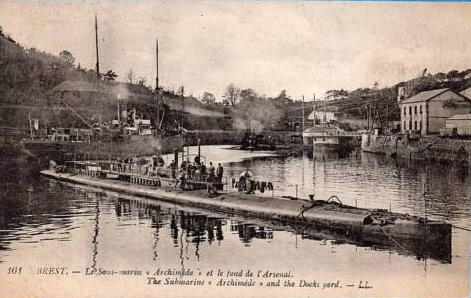
Francouzská ponorka Archimède

Ponorka Archimède patřila mezi čtyři francouzské experimentální ponorky objednané v programu pro rok 1906. Navrhl ji M. Hutter. Konstrukčně navazovala na třídu Pluviôse. Postavila ji loděnice Arsenal de Cherbourg. Stavba byla zahájena roku 1908 a na vodu byla spuštěna 4. srpna 1909. Do služby vstoupila v září 1911.

## Konstrukce
Ponorka měla dvouplášťovou koncepci. Nesla sedm 450mm torpédometů se zásobou osmi torpéd. Pohonný systém tvořily dva kotle Du Temple a dva parní stroje o výkonu 1700 hp pro plavbu na hladině a dva elektromotory o výkonu 1230 hp pro plavbu pod hladinou. Lodní šrouby byly dva. Nejvyšší rychlost dosahovala 14,9 uzlu na hladině a jedenáct uzlů pod hladinou. Dosah byl 1160 námořních mil při deseti uzlech a 680 námořních mil při 14,9 uzlech na hladině, nebo sto námořních mil při 4,5 uzlech pod hladinou.